# Aeonium leucoblepharum

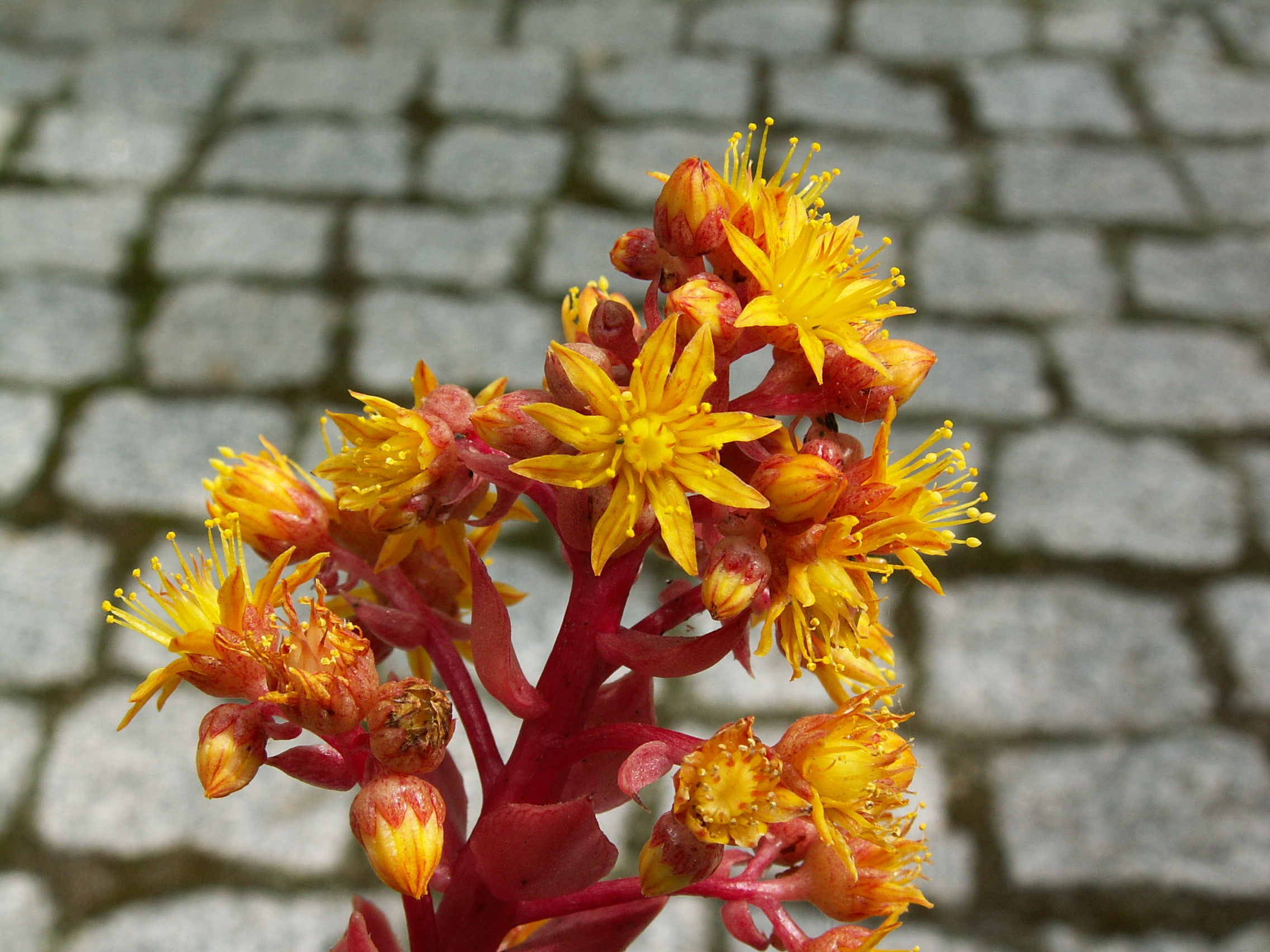
Flors

Aeonium leucoblepharum és una espècie de planta suculenta del gènere Aeonium, de la família de les Crassulaceae.
Hi ha dubtes en si A. leucoblepharum és sinònim d'A. stuessyi. Veure Nota a l'apartat Taxonomia.

## Descripció
És una planta suculenta molt ramificada, amb rosetes de fulles punxegudes amb una marcada franja central.
Les fulles són glabres, de color verd-groguenc a verd fosc, normalment rogenc variegat als marges, de fins a 12,5 cm de llarg i 3,5 cm d'ample. Hi ha plantes amb les fulles menys punxegudes, però mantenen la franja central.
La inflorescència és un raïm de flors de color groc, ocasionalment vermellós, amb 7 a 10 pètals de fins a 0,8 cm de llarg.

## Distribució
Planta endèmica de les muntanyes del Iemen i nord-est d'Àfrica, des d'Etiòpia i Somàlia, fins a Kènia i Uganda.

## Taxonomia
Aeonium leucoblepharum Webb ex A.Rich. va ser descrita per Achille Richard i publicada a Tentamen Florae Abyssinicae seu Enumeratio Plantarum hucusque in plerisque Abyssiniae. 1: 314.1848.
L'epítet específic leucoblepharum prové de les paraules gregues leuco = 'blanc' i blepharis = 'pestanya'.
Ni la descripció dA. leucoblepharum ni la d’A. stuessyi' mencionen una franja mitjana vermella a la superfície de la fulla. Per tant, no és clar si el nom A. leucoblepharum s'aplica a la planta de fulla verda o a la planta amb una franja mitjana vermella. S'han trobat plantes amb una franja mitjana vermella al Iemen i a Etiòpia, mentre que a Kenya i altres països de l'Àfrica Oriental es produeixen plantes de fulla verda. Si les plantes amb una franja mitjana vermella es consideren A. leucoblepharum, les plantes de fulla verda, recollides per primera vegada a Kenya, representen A. stuessyi. Tanmateix, si el tipus d’A. leucoblepharum és una planta de fulla verda, el nom d’A. stuessyi es converteix en un sinònim d’A. leucoblepharum i la planta amb la franja mitjana vermella és una espècie encara no descrita.